# Antiepileptikum
Az antiepileptikumok az epilepszia gyógyszerei (ATC kód: N03).
- karbamazepin
- klobazám
- klometiazol
- klonazepám
- diazepám
- etoszuximid
- lamotrigin
- levetiracetám
- oxkarbazepin
- fenobarbitál
- fenitoin
- primidon
- szultiám
- nátrium-valproát
- vigabatrin

## Centrálisan ható izomrelaxánsok
- baclofen
- carisoprodol
- chlorzoxazon
- guaifenesin
- tizanidin
- tolperizon